# Турако фіолетовочубий
Турако фіолетовочубий (Tauraco porphyreolophus) — вид птахів родини туракових (Musophagidae). Птах є офіційним національним символом Королівства Есватіні.

## Поширення
поширений в Бурунді, Кенії, Малаві, Мозамбіку, Руанді, ПАР, Есватіні, Танзанії, Уганді, Замбії та Зімбабве. Південна межа ареалу знаходиться на річці Мтамвуна на кордоні Квазулу-Наталу та Східної Капської провінції.

## Опис
Птах середнього розміру, завдовжки до 45 см. Вага 225—250 г. Шия, верхня частина тіла і живіт світло-зелені з широкою смугою персикового кольору в області грудей. Задні частини, крила та хвіст фіолетового кольору. Має яскраві червоні пера на внутрішній стороні крил. На голові є округлий гребінь фіолетового кольору, який поширюється на потилицю. Лицьова маска яскравого зеленого кольору. Маленький дзьоб, гачкуватий, темного забарвлення. Навколо очей є кільце червоного кольору.

## Спосіб життя
Трапляється парами або невеликими групами. Проводить більшу частину свого часу серед гілок дерев, хоча може регулярно спускатися на землю, щоб попити. Живиться плодами, квітами, насінням, рідше комахами. Сезон розмноження починається з сезоном дощів. Гніздо будує серед гілок високого дерева. У кладці 2 яйця. Інкубація триває близько 22-23 дні. Насиджують та піклуються про пташенят обидва батьки.

## Підвиди
- G. p. porphyreolophus (Vigors, 1831) — на півночі ареалу
- G. p. chlorochlamys (Shelley, 1881) — на півдні ареалу